# Friedrichsberg (Naabgebirge)
Der Friedrichsberg, auch Steinköppl genannt, im Naabgebirge ist eine 631 m ü. NHN hohe Erhebung im bayerischen Landkreis Amberg-Sulzbach in Deutschland.

## Geographie

### Geographische Lage
Der Friedrichsberg liegt im Gebiet der Gemeinde Freudenberg.

### Naturräumliche Zuordnung
Der Friedrichsberg liegt im westlichen Naabgebirge, dem westlichsten Ausläufer des Oberpfälzer Waldes. Die naturräumlichen Haupteinheitengruppe, zu der der Friedrichsberg gehört, ist der Oberpfälzisch-Bayerische Wald.
Die Einzelblätter 1:200.000 zum Handbuch der naturräumlichen Gliederung Deutschlands gliedern das Gebiet folgendermaßen:
- 40 Oberpfälzisch-Bayerischer Wald
  - 401 Vorderer Oberpfälzer Wald
    - 401.3 Südwestlicher Niederer Oberpfälzer Wald
      - 401.39 Naabgebirge
        - 401.392 Westliches Naabgebirge[1][2]

## Kultur und Sehenswürdigkeiten

### Ringwall
Die Datierung der Wallanlage ist unklar, sie wird als vor- und frühgeschichtlich oder mittelalterlich eingeschätzt. Erhalten hat sich von der Befestigung nur ein runder, aus Geröllsteinen bestehender Ringwall mit einem Durchmesser von 16 oder 20 Meter und einer Höhe von einem halben bis einem Meter.

### Vier Tafeln
Nördlich des Gipfels kreuzen sich zwei Waldwege, die früher zu wichtigen Altstraßensystemen gehörten. Dabei handelt es sich zum einen um die Bernsteinstraße und zum anderen um die Ost-West-Achse, also die Verbindung von Nürnberg über Amberg ins Böhmische. An der Kreuzung dieser Wege steht ein Wegweiser mit vier Tafeln, die in Richtung der Ortschaften Ellersdorf, Rottendorf, Trisching und Etsdorf weisen.

## Wirtschaft und Infrastruktur

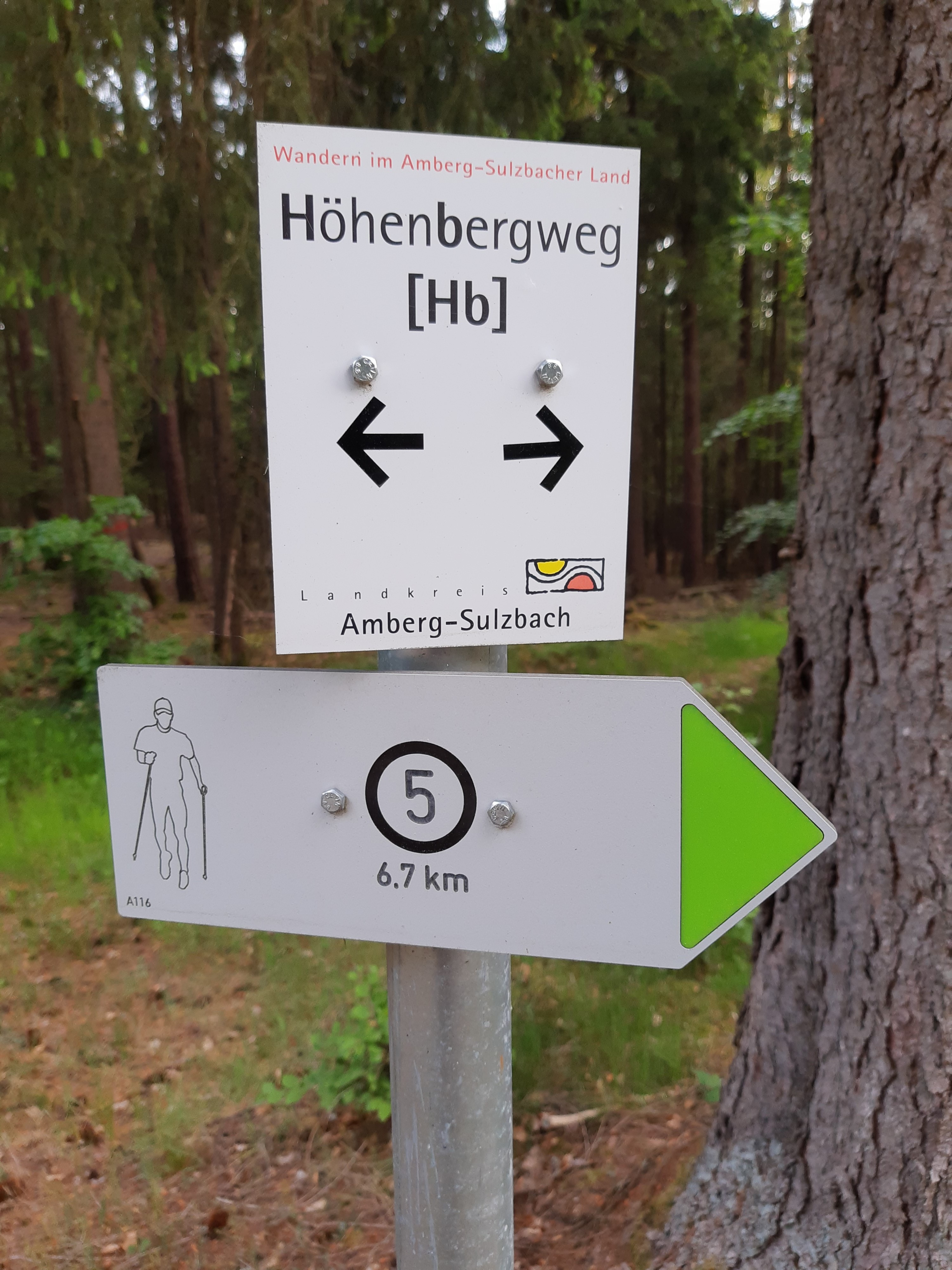
Wander- und Nordic-Walking-Wegweiser am Friedrichsberg

Über den Friedrichsberg führt der der AOVE ausgeschilderte Höhen-Berg-Weg, ein 17 km langer Rundwanderweg sowie die Route 5, die längste und anspruchsvollste Route des Nordic-Walking-Sports-Parks rund um Freudenberg.